# Deinonychosauria
Los deinonicosaurios (Deinonychosauria, gr. "lagartos de garras terribles") son un clado de dinosaurios terópodos manirraptores, que vivieron desde el Jurásico medio hasta el Cretácico superior (hace aproximadamente 167 y 65 millones de años, desde el Bathoniense hasta el Maastrichtiense), en lo que hoy es América, Europa, África, Asia y la Antártida.

## Sistemática
Deinonicosauria se define como el clado más inclusivo que contiene al Troodon formosus (Leidy 1856) y al Velociraptor mongoliensis (Osborn, 1924), pero no al  Ornithomimus edmontonicus (Parks, 1933) y al Passer domesticus (Linneo, 1758). Deinonychosauria está conformado por todos los manirraptores más emparentados al deinonico que con las aves modernas.